# Lam Tsuenwensbomen
De Lam Tsuenwensbomen staan in het Hongkongse dorp Lam Tsuen. Het is een van de bekendste schrijnen in Hongkong. Vlak bij de bomen staat een Tian Houtempel die gebouwd is tijdens de Qing-dynastie (1644-1912).
De twee banyanbomen worden vooral bezocht door lokalen en toeristen tijdens Chinees nieuwjaar. Bezoekers branden wierook en schrijven hun wens op een godsdienstig papier en binden dit aan een mandarijn die naar de boom wordt gegooid. Je wens komt in vervulling als het papiertje aan een takje blijft hangen.